# Beilschmiedia jabassensis
Beilschmiedia jabassensis är en lagerväxtart som först beskrevs av Engl. & K. Krause, och fick sitt nu gällande namn av Robyns & Wilczek. Beilschmiedia jabassensis ingår i släktet Beilschmiedia och familjen lagerväxter. Inga underarter finns listade i Catalogue of Life.